# Plumarella adhaerans
Plumarella adhaerans är en korallart som beskrevs av Nutting 1912. Plumarella adhaerans ingår i släktet Plumarella och familjen Primnoidae. Inga underarter finns listade i Catalogue of Life.